# Gervide fornlandskap

Gervide fornlandskap är ett större område med fornlämningar, som omfattar ett flertal områden med husgrunder, stensträngar, fossila åkrar och fornborgar på Gotland. Större delen ligger på byn Gervide i Sjonhems sockens marker, men även på gårdarna Stora och Lilla Sojvides ägor och sträcker sig även in i Vänge socken.
Under 1700-talet utgjorde det här området vidsträckta ängsmarker på båda sidor om sockengränsen mellan Sjonhem och Vänge. Idag utgör större delen av området lövskog. I Västra delen av området strax norr om vägen till Viklau ligger en rund fornborg av låglandstyp. Strax väster om länsväg 143 på båda sidor om vägen mot Viklau ligger ett storgravfält, vanligen kallat Sojvidegravfältet. Gravfältet är skadat av en grustäkt men rymmer ännu över 200 synliga gravar. De äldsta gravarna härrör troligen från bronsåldern men har använts in i järnåldern, de arkeologiskt undersökta gravarna har gett fynd från romersk järnålder. På andra sidan om länsväg 143 ligger det gamla odlingslandskapet genomkorsat av stensträngar. Ett tjugotal forntida husgrunder ligger grupperade i fem eller sex gårdslägen mot vilka stensträngarna i form av fägator leder fram till gårdslägena. Inom området finns även en stenlagd väg. Bebyggelseområdet delas av den numera utdikade Brogårdsmyr. I det västra området ned mot Bromyr ligger ännu en mindre fornborg. Inom området finns omfattande rester av fossil åkermark.
Vid parkeringen i Sojvide har även rekonstruktioner av järnåldershus uppförts.